# Abuite
Abuit je nově objevený minerál ze skupiny fosfátů, schválený jako nový minerál roku 2015. Pojmenován je podle místa nálezu, a to města Abu v Japonsku. 

## Vznik
Na hydrotermálně alterovaných horninách, felzických pyroklastikách spjatých s biotit-ortoklasem nabohacenými tonality.

## Vlastnosti
- Fyzikální vlastnosti: Tvrdost nebyla zatím stanovena, hustota byla vypočítána na 3,214 g/cm³. Štěpnost chybí a lom taktéž momentálně nelze určit.
- Optické vlastnosti: Je bezbarvý, vryp bílý, lesk skelný.
- Chemické vlastnosti: Složení wt%: Al 16,77 %, P 19,24 %, Ca 12,45 %, O 39,74 %, F 11,80 %. Obsahuje navíc nečistoty v podobě stroncia a může obsahovat minoritní podíl vody. V případě plně hydratované verze se jedná o chemicky podobný minerál galliskiit.

## Výskyt
- důl Hinomaru-Nago, poblíž města Abu, na ostrově Honšů, Japonsko (typová a momentálně jediná lokalita výskytu)

## Parageneze
Nachází se v asociaci s křemenem, augelitem, trolleitem, apatitem a crandallitem.

## Využití
Jedná se o vzácný minerál, který je momentálně předmětem vědeckých studií.